# Oskomian pospolity
Oskomian pospolity, karambola, gwiaździsty owoc (Averrhoa carambola L.) – gatunek tropikalnego drzewa z rodziny szczawikowatych (Oxalidaceae). Występujące w naturze w Malezji oraz w Indonezji na wyspie Jawa. Poza naturalnymi siedliskami można spotkać go także w Afryce (Ghana), Oceanii (Polinezja Francuska), Ameryce Południowej (Brazylia, Gujana) i Ameryce Północnej, gdzie uprawiany jest na Florydzie i Hawajach.

## Morfologia

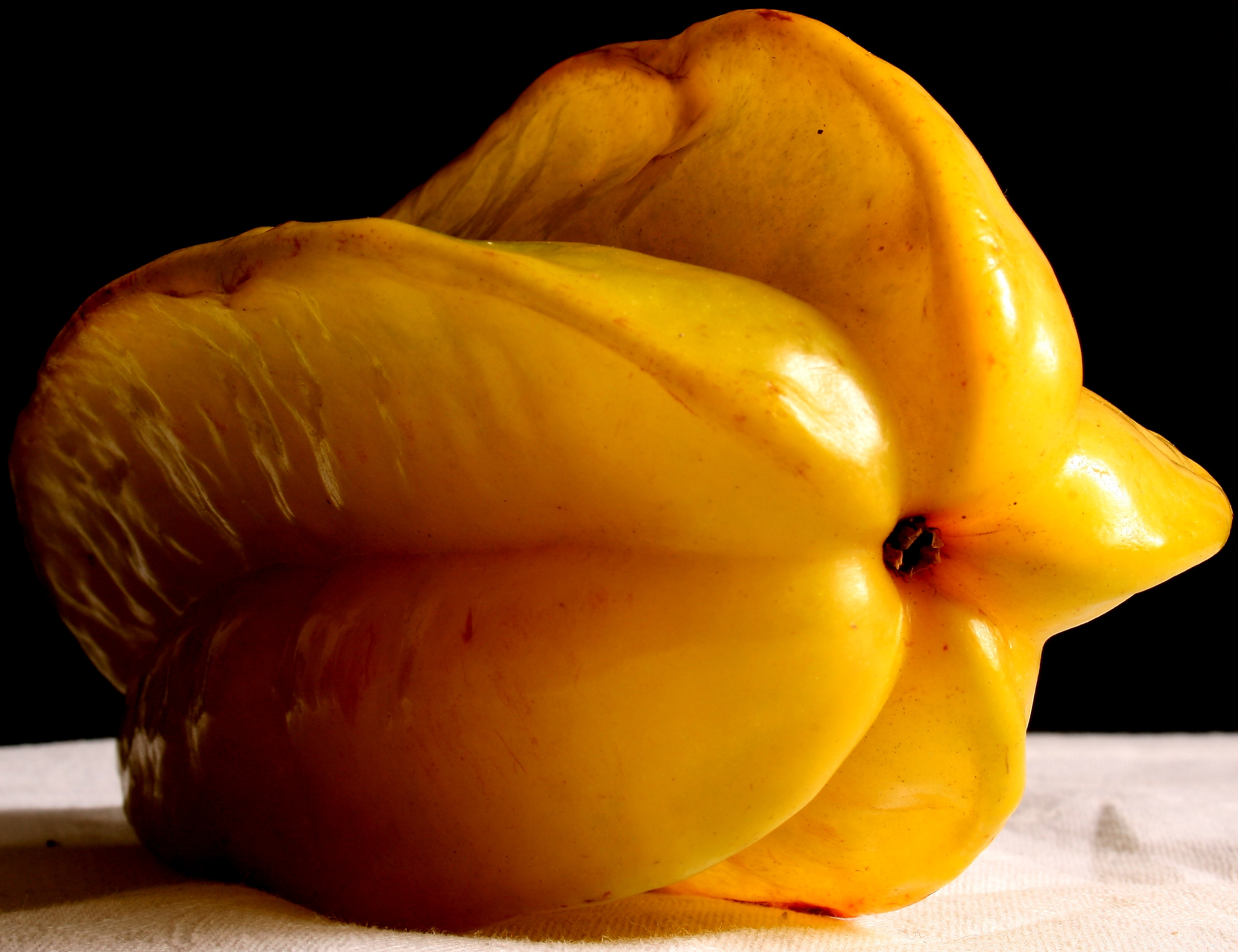
Owoc, w przekroju poprzecznym ma formę gwiazdy pięcioramiennej

PokrójWiecznie zielone drzewo o kulistej koronie. W zależności od odmiany osiąga od 7 do 10 m wysokości.
LiścieUlistnienie naprzemianległe. Liście pierzaste, złożone z 7–11 jajowatych listków.
KwiatyZebrane w 12–20 kwiatowe grona. Są czerwone, drobne, mają 5-dzielny kielich, 5-płatkową koronę, 1 słupek i 10 pręcików.
OwocŻółtawa jagoda o wydłużonym kształcie i pięciu podłużnych żebrach, które w owocach w pełni dojrzałych mają brązowe wierzchołki. Otoczona jest woskowaną skórką.

## Biologia

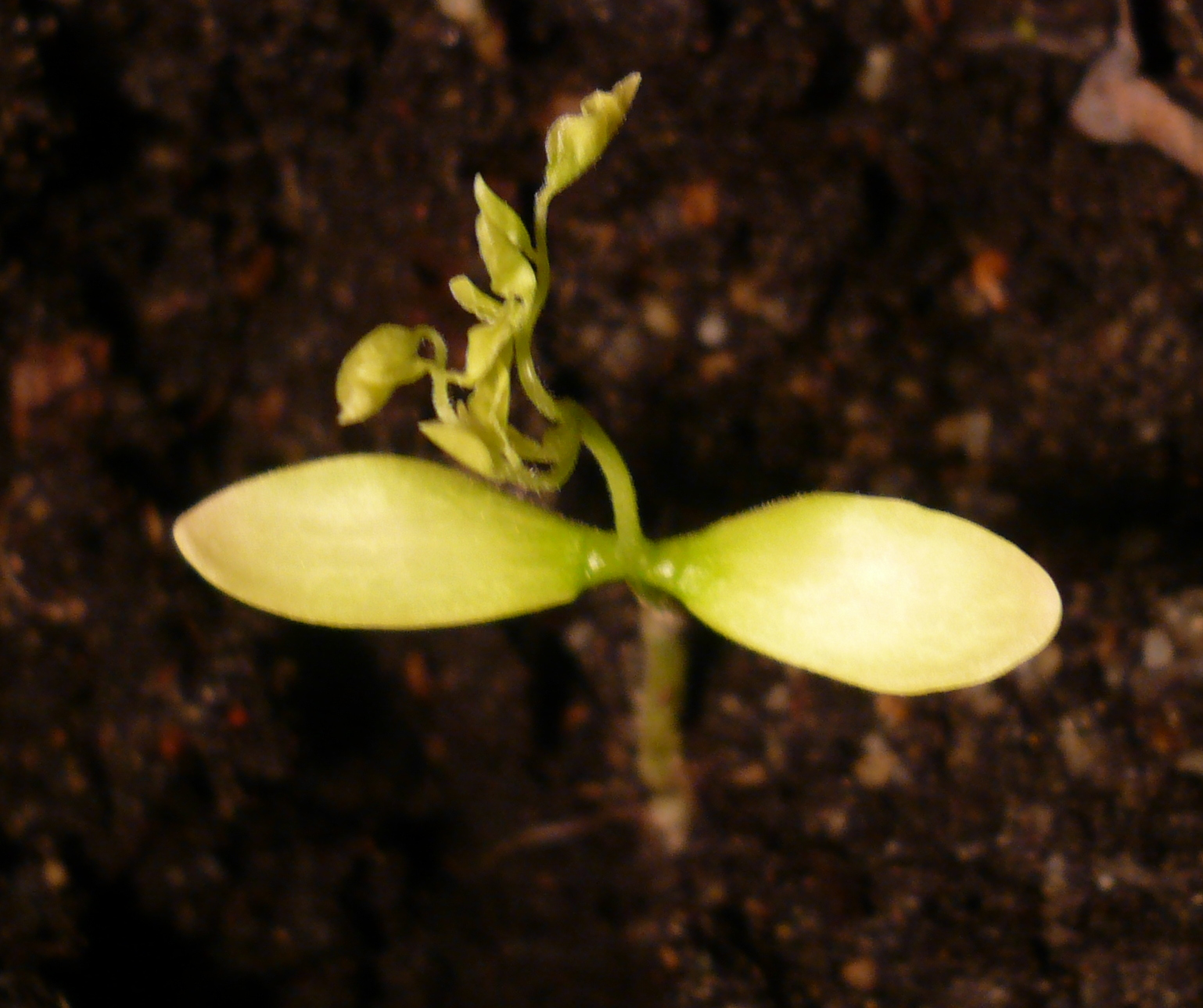
Siewka zaraz po zrzuceniu okryw nasiennych

Roślina tworzy kwiaty niemal przez cały rok, lub przynajmniej przez dwa sezony, np. na Florydzie intensywnie kwitnie od kwietnia do maja i powtórnie od września do października. Owoce dojrzewają po upływie 6–8 tygodni. Siewka opuszcza okrywy nasienne posiadając nie tylko liścienie, ale i już wykształcone, choć jeszcze małych rozmiarów młodsze liście.

## Zastosowanie
- Roślina uprawna, uprawiana głównie dla swoich owoców. Owoce przeznaczone do dłuższego transportu zbierane są z drzewa ręcznie, przed osiągnięciem dojrzałości.

- Sztuka kulinarna. Owoce są jadalne, mają słodko-kwaśny smak. Pojawiają się w Polsce w sprzedaży od jesieni do wiosny, są jednak mało znane. Można je po starannym umyciu jeść na surowo w całości, ze skórką i nasionami. Zawierają chrupiący, soczysty  miąższ bez włókien. Można je przechowywać w lodówce przez ok. 3 tygodnie. Pokrojone na plastry mogą stanowić dekorację różnych potraw. Surowe mogą stanowić dodatek do surówek i sałatek, można je podawać także z mięsami lub rybami po krótkim podsmażeniu na maśle. Odmiany o bardziej kwaśnym smaku można przeznaczyć na marynaty, sosy, dżemy lub wino. Po nakłuciu skórki można je w całości suszyć lub kandyzować.

- Ostrzeżenie. Nie polecane dla osób z chorymi nerkami, ze względu na dużą zawartość kwasu szczawiowego, który w połączeniu z wapniem sprzyja powstawaniu kamieni nerkowych. Posiadają też bardzo dużo potasu, co także nie jest polecane dla wszystkich. W Malezji znane są przypadki śmierci po spożyciu (dużych ilości) popularnego tam mrożonego soku z karamboli[potrzebny przypis].